# Zahir (Islam)
Zāhir er et arabisk udtryk som betyder "synlig" eller "åbenbar". Ifølge nogle muslimske grupper, betegner zāhir den (synlige og åbenbare) ydre mening af Koranen, mens det modsatte, bātin, refererer til den (skjulte) indre mening af Koranen. Især sufier og shia-muslimer lægger meget vægt på zāhir-bātin-opdelingen.
I alevismen henviser begrebet zāhir til den synlige verden og til den religiøse dogmatiske lovgivning, sharīa, mens bātin henviser til den dybere forståelse og den sande og skjulte mening, som ligger bag dogmet.
| Islam | Spire Denne islamartikel er en spire som bør udbygges. Du er velkommen til at hjælpe Wikipedia ved at udvide den. |